# Lavegahau
Lavegahau est une localité française, qui n'a pas le statut de commune mais le statut de village, de Wallis-et-Futuna, dans le district de Mu'a, au sud-est de l'île de Wallis. 

## Urbanisme

### Hameaux, lieux-dits et écarts
À Wallis, les villages sont divisés en plusieurs sections (des « classes », kalasi) qui se complètent ou se relaient dans toutes les entreprises collectives et pour l’organisation des cérémonies. Parmi ces kalasi se trouvent des zones résidentielles nommées api.

#### Api
Matagaika.

## Politique et administration

### Liste des chefs de village (Takala)
| Période                                  | Période  | Identité         | Étiquette | Qualité |
| ---------------------------------------- | -------- | ---------------- | --------- | ------- |
| Les données manquantes sont à compléter. |          |                  |           |         |
| 2 mars 2013                              | En cours | Hapakuke Matetau |           |         |

## Population et société

### Démographie
En 2018, le village de Lavegahau compte une population de 330 habitants.

### Enseignement
Le village de Lavegahau héberge le collège et le lycée agricole de Vaimoana.

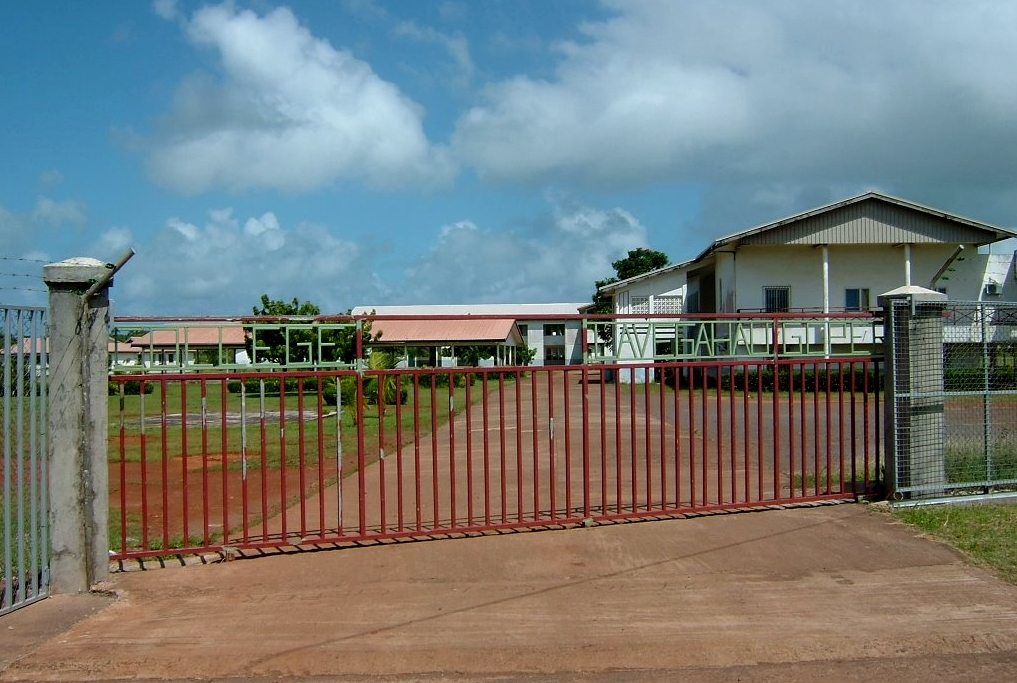
Collège et lycée agricole Vaimoana à Lavegahau.